# Montmorin, Hautes-Alpes

Montmorin este o comună în departamentul Hautes-Alpes, Franța. În 1 ianuarie 2018 avea o populație de 105 de locuitori.